# Infinite Undiscovery
Infinite Undiscovery (インフィニット アンディスカバリー, Infinitto Andisukabarī) é um jogo eletrônico de RPG de ação desenvolvido pela Tri-Ace e publicado pela Square Enix exclusivamente para a Xbox 360. O jogo foi lançado em setembro de 2008 na Europa, Japão e América do Norte.